# Municipalità distrettuale di Amajuba
La municipalità distrettuale di Amajuba (in inglese Amajuba District Municipality) è un distretto della provincia del KwaZulu-Natal e il suo codice di distretto è DC25.
La sede amministrativa e legislativa è la città di Newcastle e il suo territorio si estende su una superficie di 6.909 km².

## Geografia fisica

### Confini
La  municipalità distrettuale di Amajuba confina a nord con quella di Gert Sibande (Mpumalanga), a est con quella dello Zululand, a sud con quelle di Umzinyathi e Uthukela e a ovest con quella di Thabo Mofutsanyane (Free State).

### Suddivisione amministrativa
Il distretto è suddiviso in 3 municipalità locali:
- Dannhauser
- Newcastle
- Emadlangeni